# تراي ليليس
تراي ليليس (بالإنجليزية: Trey Lyles)‏ مواليد 5 نوفمبر 1995 في ساسكاتون، هو لاعب كرة سلة محترف كندي بدأ مسيرته الاحترافية في سنة 2015 حيث تم اختياره من قبل فريق يوتاه جاز خلال الدرافت، يلعب مع فريق يوتاه جاز في الرابطة الوطنية لكرة السلة ويحمل الرقم 41. يبلغ طوله 6 قدم 10 بوصة (2.1 م).

## روابط خارجية
- تراي ليليس على موقع الاتحاد الدولي لكرة السلة (الإنجليزية)
- تراي ليليس على موقع إن بي أي (الإنجليزية)
- تراي ليليس على موقع سبورتس رفرنس (الإنجليزية)
- تراي ليليس على موقع كرة السلة الأوروبية.كوم (الإنجليزية)
- تراي ليليس على موقع إي إس بي إن.كوم (الإنجليزية)
- تراي ليليس على موقع كلية كرة السلة في سبورتس رفرنس.كوم (الإنجليزية)
- تراي ليليس على موقع ريلجم (الإنجليزية)
- تراي ليليس على موقع بروبوليرز (الإنجليزية)